# Slag bij Panipat (1556)

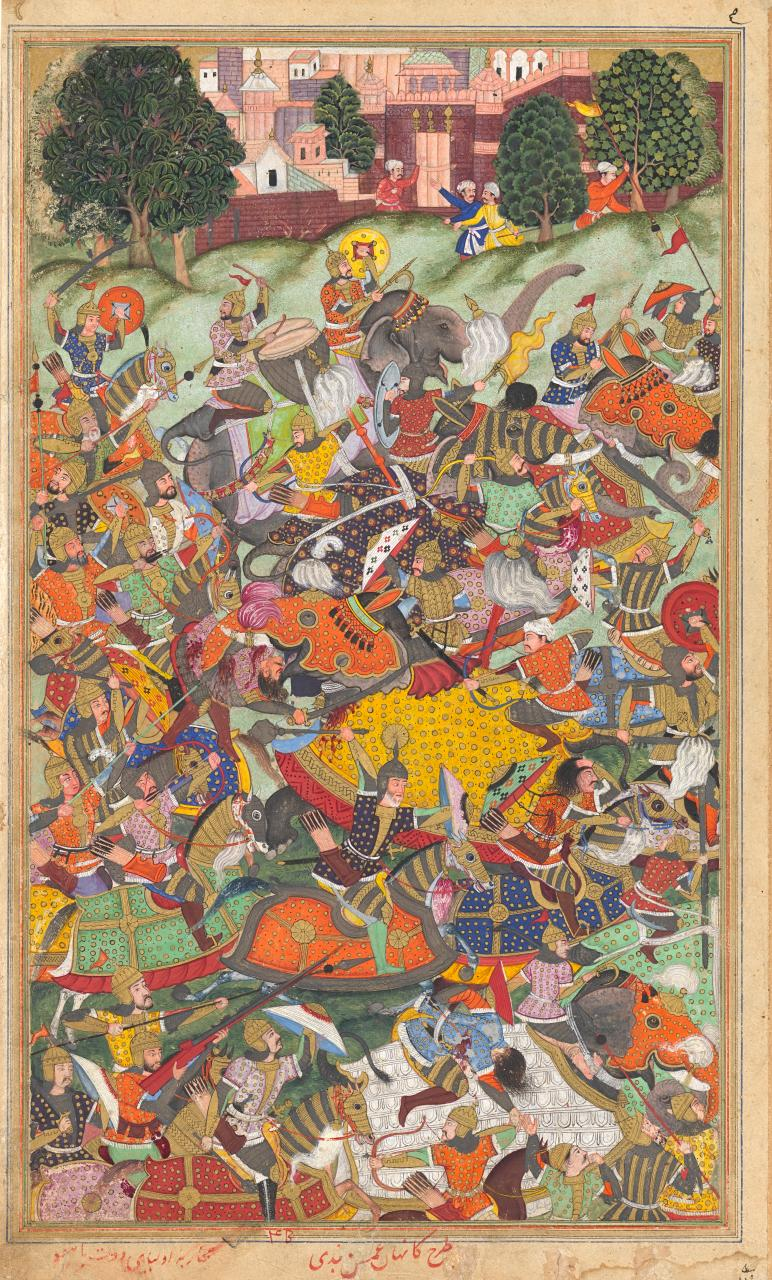
"De nederlaag van Hemu", illustratie uit de Akbarnama, door Kankar, tussen 1590-1600. De afbeelding illustreert de slag bij Panipat in 1556, maar zowel Hemu als Akbar zijn niet afgebeeld.

De Tweede Slag bij Panipat (5 november 1556) was een veldslag bij Panipat in het noorden van India, ongeveer 90 km ten noorden van Delhi. De strijd ging tussen de Mogols en de troepen van de hindoeïstische leider Hemu. De Mogols werden aangevoerd door de 13-jarige keizer Akbar en diens regent, de ervaren generaal Bairam Khan. Hoewel de Mogols in de minderheid waren en de slag voor hen slecht verliep, keerden de kansen toen Hemu sneuvelde. De overwinning van de Mogols maakte hen definitief de heersers over het noorden van India.

## Achtergrond
Het Mogolrijk was ontstaan na de Eerste Slag bij Panipat, waarin de Mogolleider Babur de sultan van Delhi versloeg. De Mogols waren afkomstig van de Centraal-Aziatische steppen en waren in India vreemdelingen. Ze beheersten het land door hun troepen op strategische plekken te legeren, maar een band met de plaatselijke Indo-Afghaanse elite of de hindoeïstische bevolking was er nog niet. Toen Baburs opvolger Humayun in 1540 uit India werd verdreven door de Indo-Afghaanse leider Sher Shah Suri, leek hun heerschappij daarom ten einde.
Suri riep zichzelf uit tot sultan van Delhi, maar kwam in 1545 om bij een ongeval. Zijn opvolgers vormden een kortlevende dynastie, die ten einde kwam met Adil Shah Suri. Deze sultan was volgens contemporaine bronnen compleet ongeschikt als leider, omdat hij liever feest vierde of viool speelde dan zich met militaire of staatszaken bezig te houden. Korte tijd nadat hij aan de macht kwam riepen twee van zijn familieleden zichzelf ook uit als sultan. Adil Shah trok zich terug naar Bihar in het oosten van de Gangesvlakte. Hier liet hij de regeringszaken over aan Hemu, een capabele hindoeïstische beambte van klaarblijkelijk lage afkomst, die hij tot zijn vizier benoemde. Hemu stelde niet alleen orde op zaken, maar bleek in de strijd tegen Adil Shahs opponenten ook een uitstekend militair strateeg te zijn. Door zich zeer nederig op te stellen wist hij elke verdenking van eigen ambities te voorkomen. Ondertussen groeiden zijn reputatie en invloed snel, zowel onder de Afghaanse elite als onder de hindoeïstische bevolking.
De chaos en verdeeldheid onder de Suri's vormden een uitnodiging voor de Mogols om opnieuw India binnen te vallen, 15 jaar nadat ze verjaagd waren. Voor Humayun bleek de herovering van zijn rijk absurd eenvoudig, want de Indo-Afghaanse pretendenten waren juist in onderlinge strijd verwikkeld. Eind 1555 namen de Mogols Delhi in. De hoofdstad Agra en andere provincies volgden snel. De Afghaanse troonpretendenten vluchtten, maar in Bihar verzocht Adil Shah Hemu om de strijdkrachten voor te bereiden op oorlog.
Begin 1556 overleed Humayun onverwachts aan de gevolgen van een ongelukkige val. Zijn zoontje Akbar werd uitgeroepen tot opvolger, maar was pas 13 jaar oud. Bovendien bevond Akbar zich in de Punjab, niet erg dicht bij Delhi. Voor Hemu was dit het moment om toe te slaan. Achtereenvolgens nam hij Gwalior en Agra in. Voor Delhi versloeg hij een haastig bij elkaar getrokken verdedigingsleger onder Tardi Beg, om op 6 oktober 1556 in triomf de stad binnen te rijden. Daar liet hij zich tot hindoeistisch radja kronen. Wel moest nog afgerekend worden met de hoofdmacht van de Mogols, geleid door de ervaren militair Bairam Khan. De legers ontmoetten elkaar op 5 november, toevallig op vrijwel dezelfde plek waar Babur 30 jaar eerder zijn overwinning had behaald.

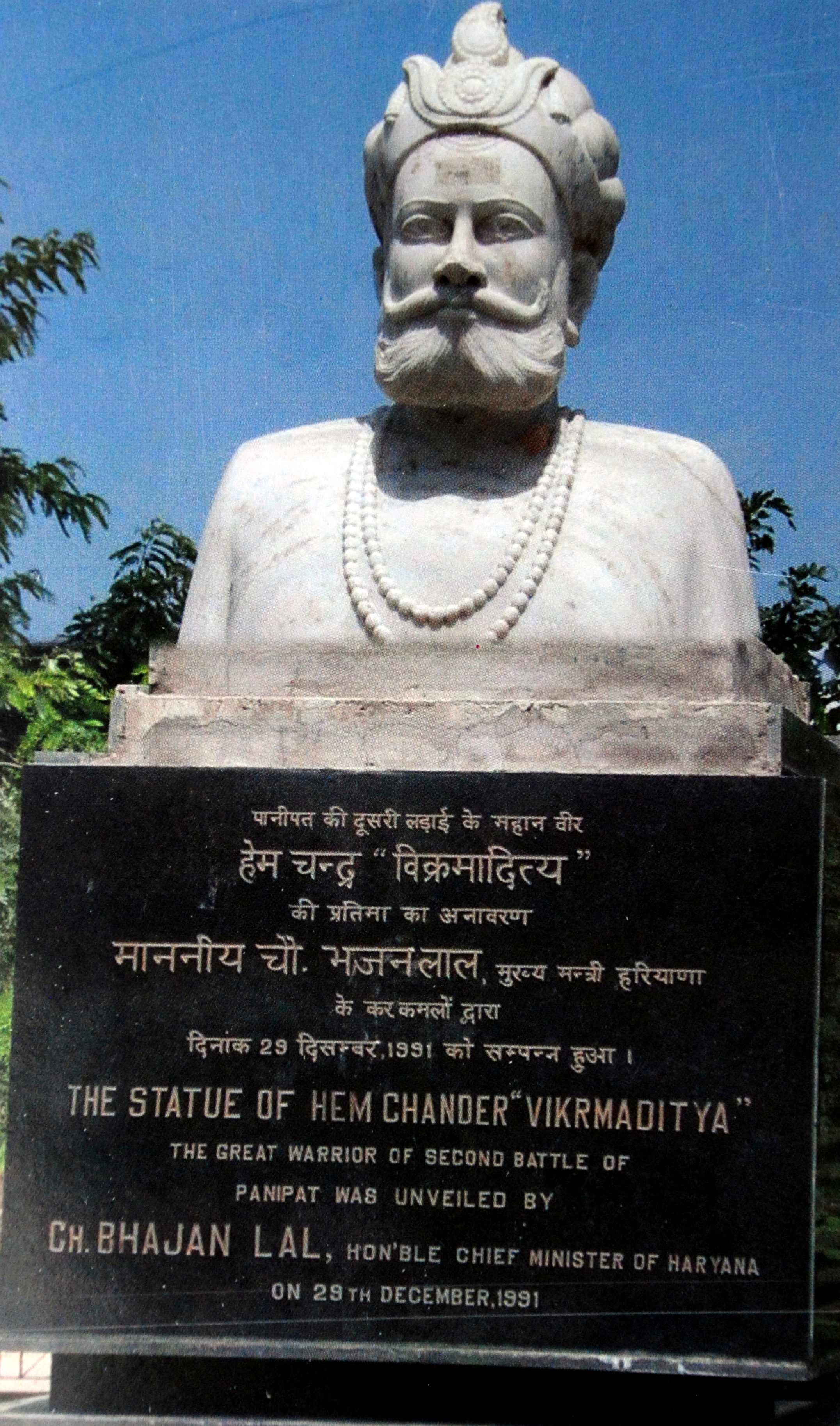
Sterk geïdealiseerd borstbeeld van Hemu te Panipat, opgericht in 1991.

## Verloop
Vooraf zag het er slecht uit voor de Mogols. Bairam Khan had de verslagen generaal, Tardi Beg, laten executeren om het moraal op te vijzelen. De aanwezigheid van de jonge keizer Akbar diende ook als morele opsteker, maar dat liet niet weg dat Hemu een veel grotere strijdmacht op de been had gebracht. Hemu werd volgens de overlevering echter geplaagd door slechte dromen en voortekens.
Het eerste treffen vond plaats toen een Mogoldivisie onder Ali Quli Khan de voorhoede van Hemu's leger wist te verrassen, waarbij zware kanonnen werden buitgemaakt. Toen Hemu's hoofdmacht arriveerde keerden de kansen echter. Op beide flanken werd het Mogolleger teruggedrongen en toen Hemu zelf met zijn korps krijgsolifanten in het centrum over ging tot de aanval, veranderde het slagveld in een bloedbad voor de Mogols.
Puur toevallig keerden de kansen. Hemu werd door een pijl in zijn oog geraakt en viel. Zijn olifant werd overmand en Hemu, inmiddels half dood, werd weggesleept. Hemu's troepen bleven verward achter, braken formatie, en vluchtten. De strijd was beslist in het voordeel van de Mogols. 
Akbar was door Bairam Khan op veilige afstand gehouden, op een uitzichtpunt over het slagveld. Nu de overwinning zeker was kon Akbar overkomen. Bairam Khan gebood Akbar de in coma verkerende Hemu te doden. Akbar zou door deze symbolische daad de overwinning en titel "gazi" (strijder voor het geloof) kunnen claimen. De jongen weigerde echter omdat hij vond dat er geen eer te behalen viel aan een al bijna dode tegenstander. Daarop onthoofdde Bairam Khan het lichaam zelf. Het romp van het lichaam werd tentoongesteld in Delhi, maar het hoofd werd naar Kabul gestuurd.

## Gevolg
Na de nederlaag van Hemu was er voorlopig geen macht van belang meer die Akbars regering over India kon bedreigen. Akbar kon zich daarom in Agra vestigen, van welke stad hij zijn hoofdstad maakte. Daarmee verschoof het centrum van het Mogolrijk van Kabul naar India. De heerschappij van de Mogols over het noorden van India kreeg daarmee een blijvend karakter. 
Bairam Khan, de generaal die Akbar de overwinning bezorgde, zou echter na vijf jaar door hofintriges ten val worden gebracht en verbannen. Adil Shah werd een jaar later, in 1557, verslagen en gedood door de sultan van Bengalen, Khizr Khan Suri. Zowel Bihar als Bengalen werden later door Akbar veroverd en als provincies aan zijn groeiende rijk toegevoegd.
Akbars regering zou een groot succes worden. Dankzij goed bestuur maakte hij de staat efficiënt en dankzij zijn interesse in de cultuur en gewoonten van zijn onderdanen zorgde hij dat de Mogols langzaam met het land en de bevolking verbonden raakten, en van buitenlandse bezetters een inheemse dynastie begonnen te worden.